# Leszno Dolne
Leszno Dolne (deutsch Niederleschen) ist ein Dorf in der Landgemeinde Szprotawa im Powiat Żagański in der Woiwodschaft Lebus in Polen. Es ist ein von Slawen angelegtes Dorf am Fluss Bober.

## Geographie
Leszno Dolne liegt südwestlich der Stadt Szprotawa, deutsch Sprottau auf der rechten Boberseite und gehörte bis 1945 zum Landkreis Sprottau. Gegenüber auf dem linken Flussufer liegt das Kirchdorf Boberwitz. Im Norden der historischen Salzstraße nach Neusalz folgend liegt die friderizianischen Kolonie Sprottischwaldau.

## Geschichte

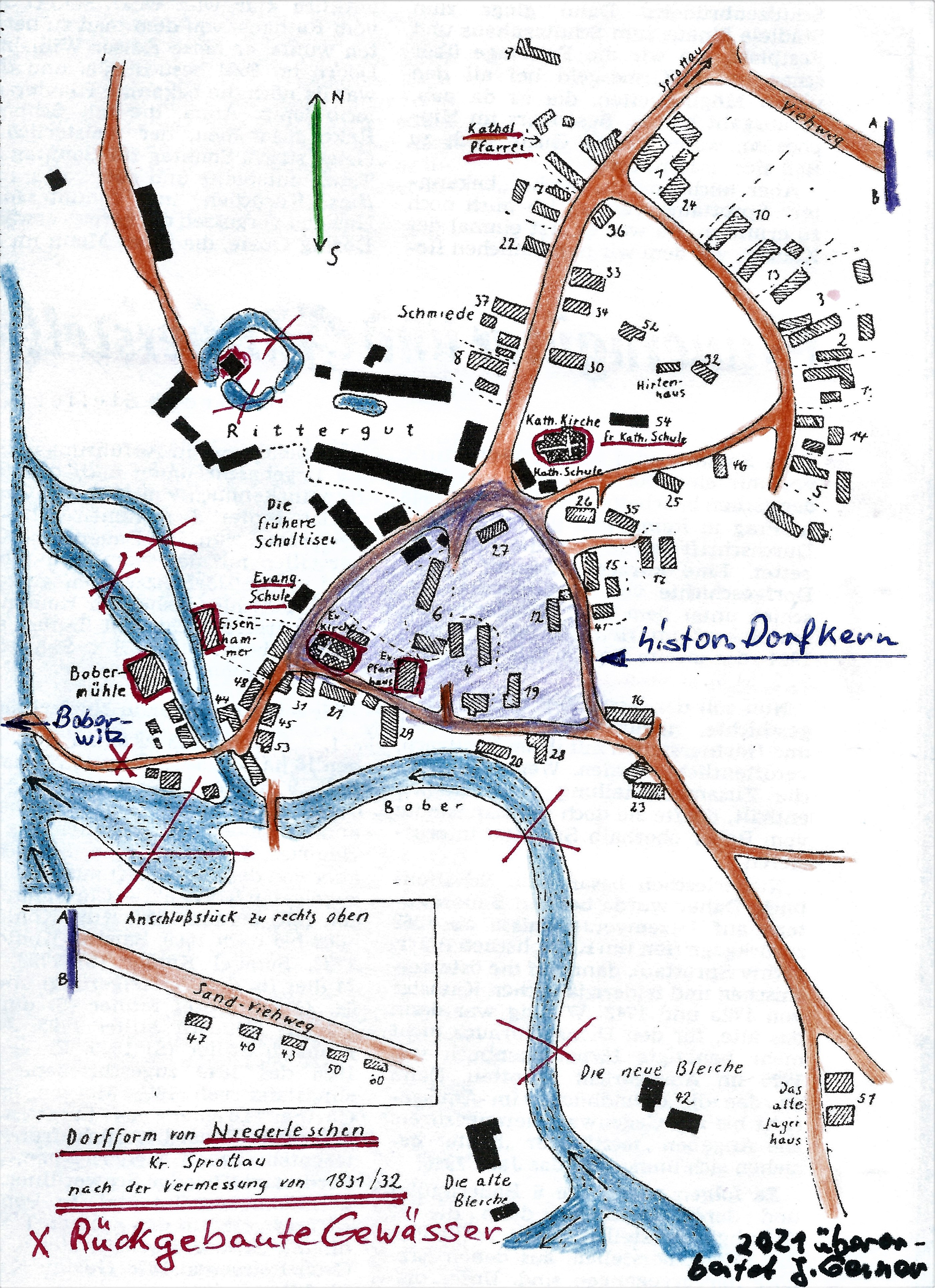
Ortsplan vor 1945

Niederleschen wurde 1260 als slawisches Fischer- und Jägerdorf Lesin erwähnt. Das slawische Wort Les für Wald gab dem Ort wahrscheinlich den Namen. Die Form des Rundangerdorfes blieb teilweise erhalten. Das Dorf war der Marienkirche in Sprottau tributpflichtig. Nach 1300 wurde es eine Siedlung deutschen Rechts. Der Gutsbesitzer wohnte in einem Burgturm, der allseitig von einem Wassergraben umgeben war. 1376 wird eine Pfarrkirche im Ort erwähnt. 1524 gab es zwischen der Stadt Sprottau und dem Grundherrn von Niederleschen, Paul von Kittlitz eine Fehde wegen der Hutungsrechte im Sprottauer Bürgerwald. Am 13. November überfiel ein Kittlitz-Diener drei nach Ochsen sehende Fleischhauer bei Dittersdorf. Aus Rache schlug man den Sprottauer Fleischhauern Matz Jacob und Matthias Priedemann die Hände ab. Der Dritte bekam einen Fehdebrief. Die Sprottauer Bürger setzten daraufhin Niederlesen in Brand und schliffen die Häuser. Die Bauern und von Kittlitz waren zuvor geflohen. 1619 war Martin Gumprecht hier Pfarrer, der später von 1635 bis 1640 dritter Hofprediger in Dresden unter Johann Georg I. war. 1620 wird der Niederlescher Eisenhammer erwähnt. Der Ort wurde zum Rittergut. Franz Wilhelm von Spoenia verkauft das Gut 1713 an das Jungfrauenkloster in Sprottau, das es bis 1812 behielt. Die Waldhäuser-Kolonie, in der eine Köhler-Familie Thiel wohnte, wurde dem Dorf 1893 zugeeignet. Die Besitzverhältnisse wechselten in den Jahrhunderten oft. Eine neue evangelische Kirche wurde vorerst ohne Turm gebaut und am 25. Februar 1787 eingeweiht, eine katholische Kirche war aus Vorzeiten vorhanden. Seit 1816/1820 gehörten zur Nieder-Leschen die beiden örtlichen Kirchen, die Waldhäuser, Sprottischwaldau und Oberleschen mit dem Standesamt. Der erste Pfarrer Pastor Emmerich der neuen evangelischen Kirche starb 1814 an den Folgen von Misshandlungen durch französische Soldaten während der Befreiungskriege im Jahre 1813. Die Konfessionen waren im 19. Jahrhundert gleich verteilt, es gab demzufolge auch eine evangelische und eine katholische Schule. 1905 wurde das neue Niederleschner Schloss vom Hauptmann Karl von Schnell mit Hilfe von Dresdner und Leipziger Firmen erbaut. Um das Schloss entstanden Parkanlagen und eine Reithalle mit Marstall. Das Schloss erlebte große Feste, das Rittergut große Jagden bei dem das Offizierkorps der Sprottauer Garnison zu Gast war. Hauptmann von Schnell verkaufte das Gut 1910 und starb verarmt. Die Ortschaft besaß am Bober seit dem Mittelalter einen Eisenhammer, eine wassergetriebene Mühle (vier Gänge), später eine Brettschneide und eine Papierfabrik. Dieser industriell genutzte Boberarm wurde rückgebaut und zugeschüttet. 1945, nach Kriegsende, fiel Niederleschen an Polen und wurde in Leszno Dolne umbenannt. Die deutsche Bevölkerung floh und wurde vertrieben. Am 9. Februar 1945 kämpfte die Sowjetarmee bereits in Ober-Leschen. In Nieder-Leschen setzte sich daraufhin ein Flüchtlingstreck mit über 40 Wagen nach Sprottau ab, dann westwärts in Richtung Eger und letztendlich kam der Treck am 10. März 1945 in Lunzenau a. d. Mulde und Arnsdorf an.

## Vom ehemaligen Eisenhammer zur Zellulosefabrik
1430 gründete Meister Aldeheyen von Nieder-Leschen aus ein Eisenwerk in Kotzenau. 1502 bis 1516 wird im Ort Hammermeister Nickel Specht erwähnt. 1531 bringt der Hammer schon einen Verkaufswert von 1500 Mark. Im 17. Jahrhundert nahm die Familie Specht den Eisenhammer wieder in Besitz. 1620 lässt Georg von Haugwitz den unrentablen Hammer auf. Um 1650 wurde die Verhüttung von Eisenerz wegen der Verteuerung des Brennholzes unwirtschaftlich, andererseits waren die Raseneisenerzlager der Umgebung ausgebeutet und die gebräuchlichen Luppenherde ließen eine Schmelzung der schwer zu verflüssigenden Raseneisensteine nicht zu. Heute sieht man in alten einfachen Ziegelmauerwerken noch Mauerschichten der Schlackensteine verarbeitet. Da die Hammerwerke der Eisenverarbeitung mit einer Wassermühle betrieben wurde, gab es am Ort auch eine mit vollem Wasser laufende Mahlmühle mit vier Wasserrädern, weiterhin eine Brettmühle und eine Ölpoche. 1799 versuchte der Herr von Eckartsberg, durch das Anlegen von Frischfeuer die Eisenproduktion zu reaktivieren, sein Nachfolger, der Graf zu Dohna, der in Mallmitz seit 1796 einen Hochofen betrieb, versuchte es auch. Dieser ließ 1824 einen neuen Frischfeuerofen erbauen und ein Wohngebäude für Hüttenarbeiter. Das war der letzte Versuch, die unrentable Eisenproduktion aufrechtzuerhalten. Ab 1875 wurde das Hammerwerk ausgeschlachtet. 1863 bauten Max Glocke, der Rittergutsbesitzer, und sein Stiefbruder Paul Glocke die alte Bobermühle in eine Papiermühle um. 1910 entstand daraus das Zweigwerk des Oberleschener Zellulosewerkes. In Barge befand sich schon vor 1800 eine Mühle der Papiermüllerfamilie Kurzke, eine andere in Primkenau/Lauterbach, die Barger Mühle verkauften sie 1890 an die Firma Stalling und Ziem, Papp- und Papierfabrik Barge. 1940 kaufte das Barger Unternehmen das marode Zellulosewerk in Nieder-Leschen, danach wurde es 1941 zum Abriss verkauft.

## Kirchen
- Katholische Kirche, sie wurde um 1376 erstmals beschrieben.

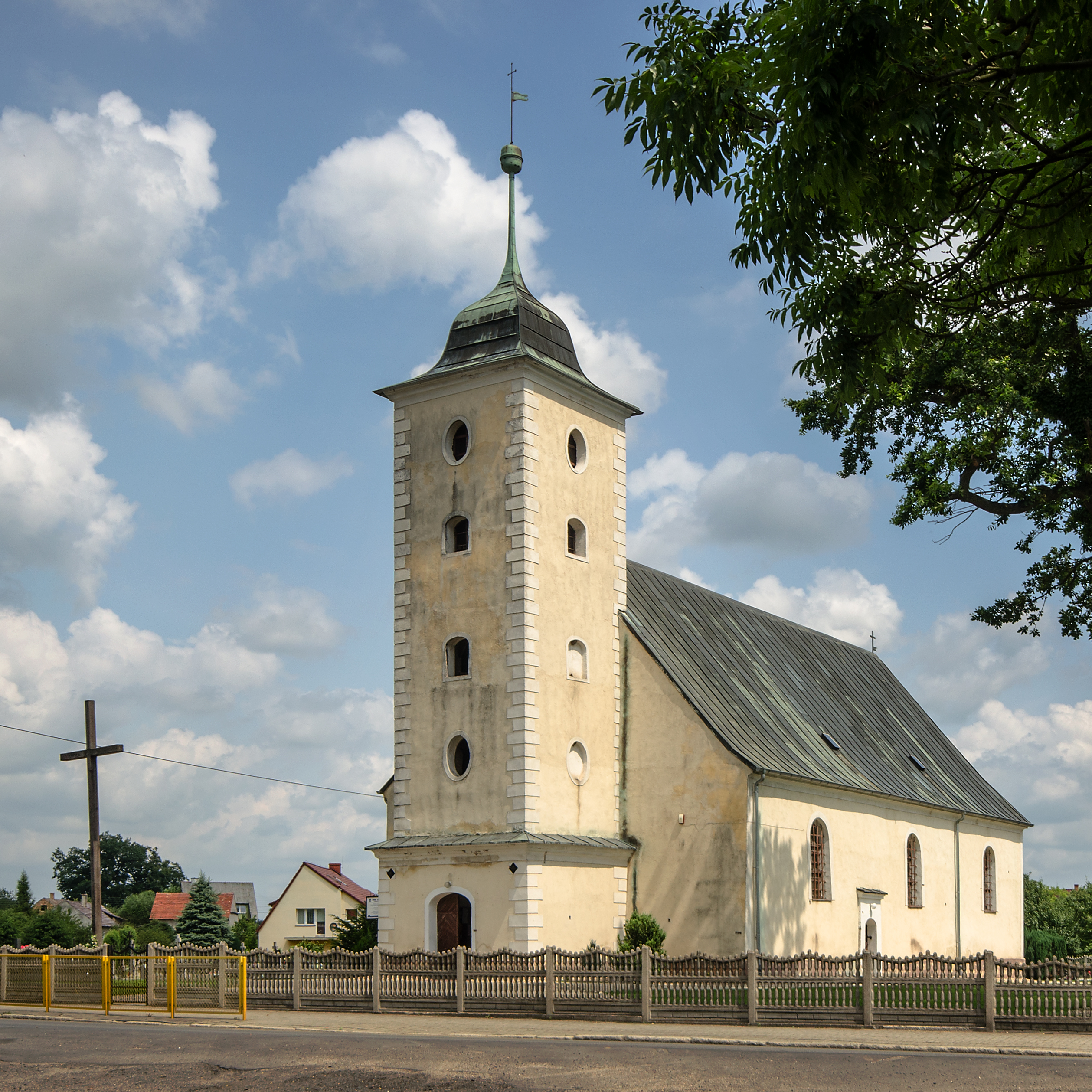
Katholische Kirche, 2013

- Evangelische Kirche, erbaut 1786/87. Ein Kirchturm mit drei Glocken wurde 1914 angebaut. Zum letzten Pfarrbezirk der Kirche gehörten die Orte Ober- und Nieder-Leschen, Boberwitz, Zirkau, Baierhaus, Sprottischwaldau und die Waldhäuser. Die einstige evangelische Kirche steht nur noch als Ruine im Dorf. Im Jahr 2003 war das Dach des Kirchenschiffes noch vorhanden.

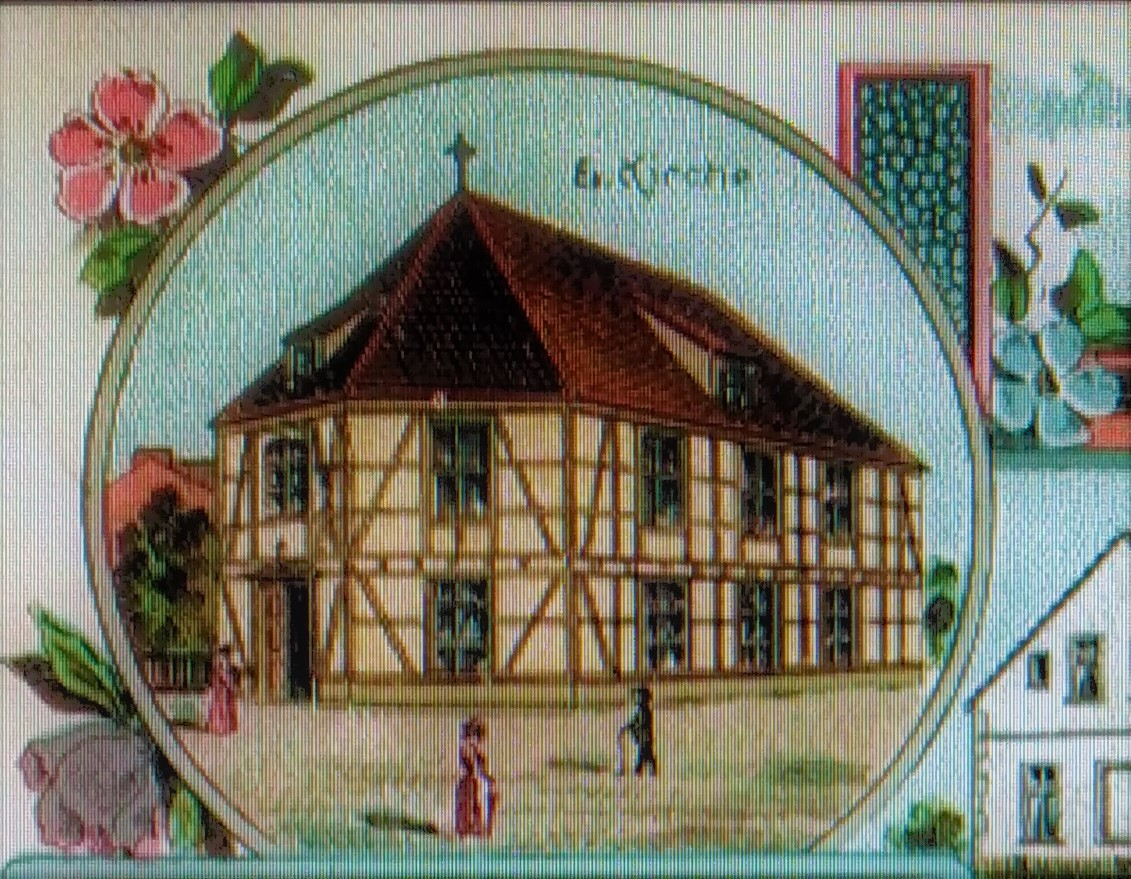
Evang. Kirche Niederleschen, ohne Turm um 1900
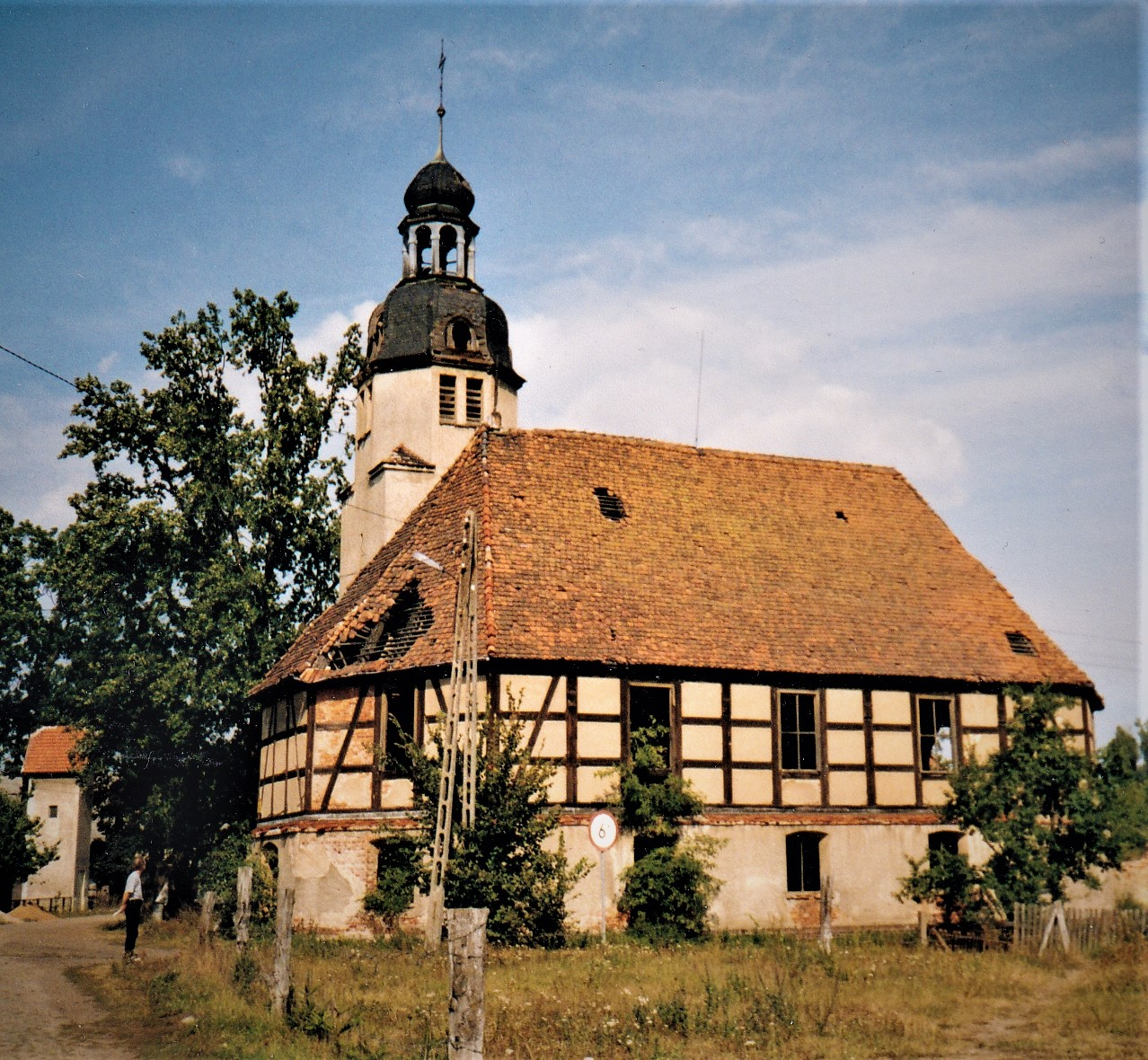
Evang. Kirche Niederleschen, 2003 mit Kirchenschiff und Dach
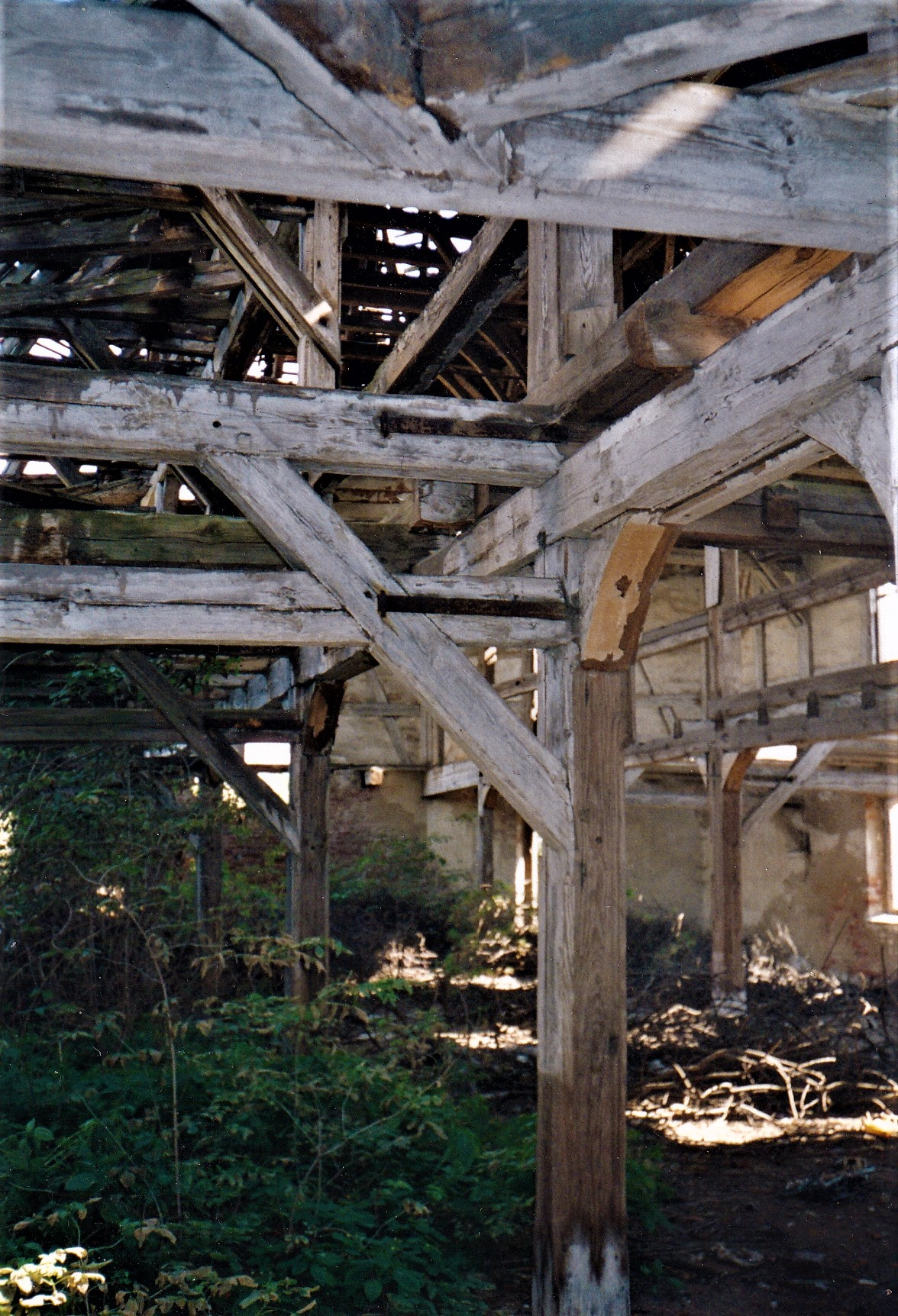
Evang. Kirche Niederleschen, Innenaufnahme 2003
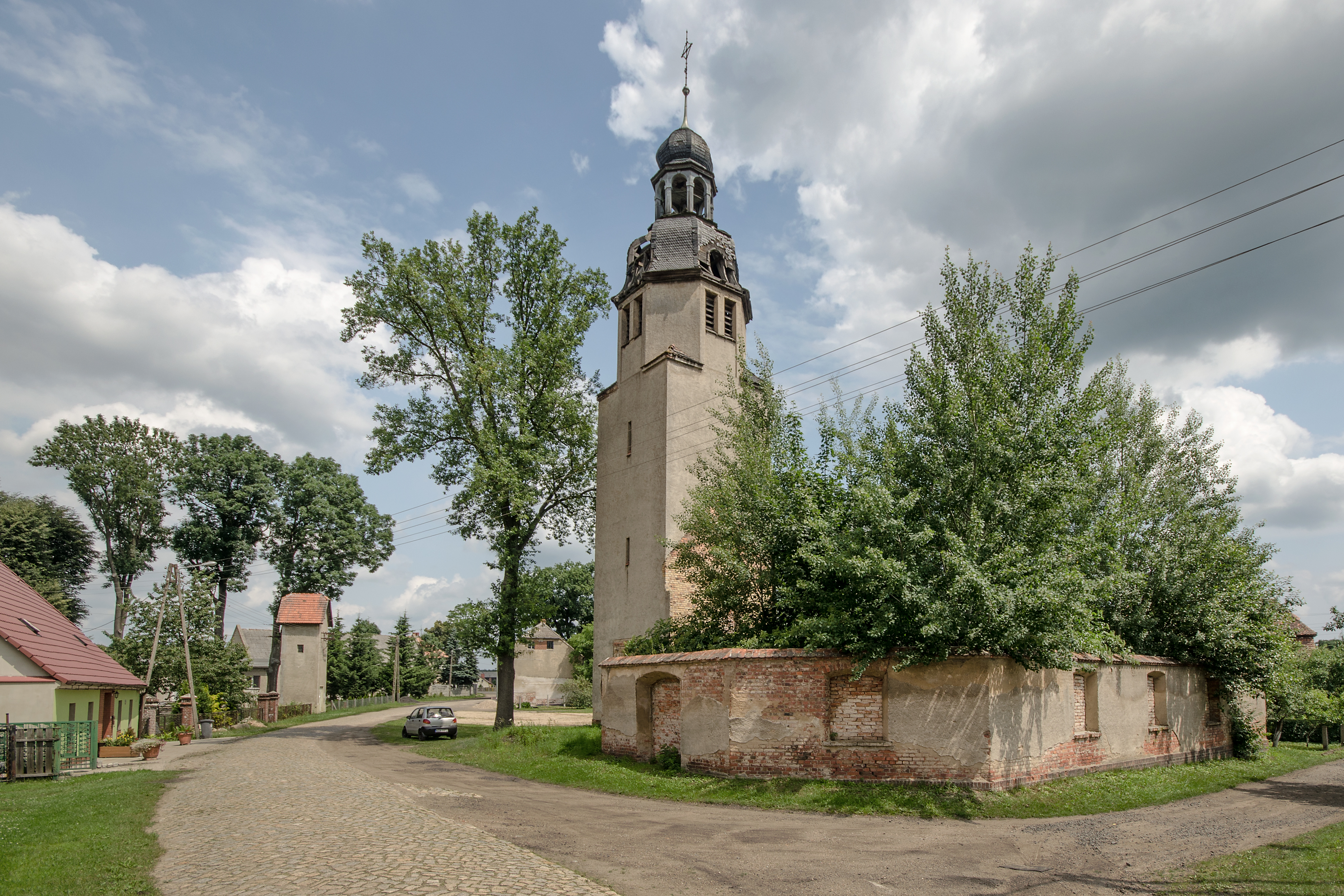
Evang. Kirche Niederleschen, 2013 mit abgerissenen Kirchenschiff

## Einwohner
- 1787 384 Ew.
- 1800 400 Ew.
- 1843 512 Ew.
- 1875 400 Ew.
- 1910 560 Ew.
- 1939 474 Ew.
- 2020 320 Ew.

## Sehenswürdigkeiten und Rudimente
- Schloss Nieder-Leschen
- Historische Grenzwallanlage, Waly Slaskie

## Kolonie Waldhäuser

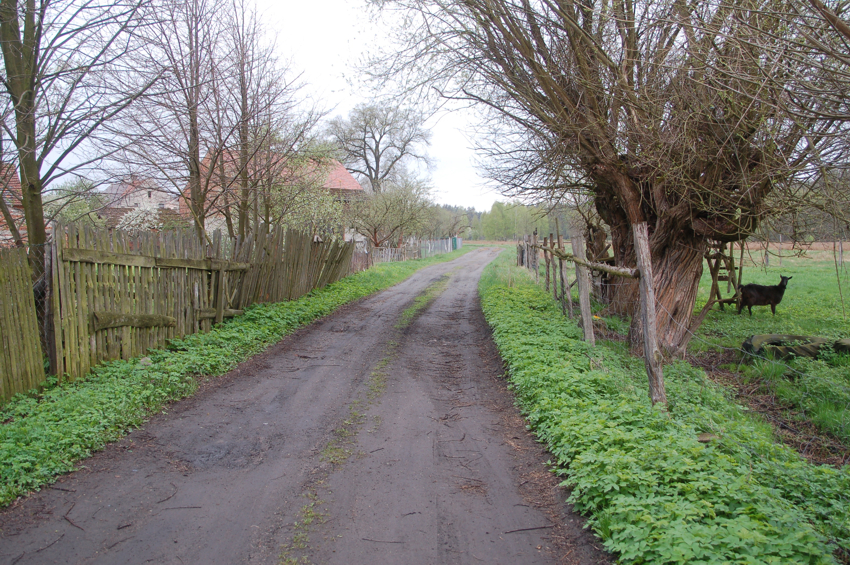
Kolonie Waldhäuser zu Niederleschen, 2013

Die Kolonie wurde 1893 zu Nieder-Leschen geschlagen, zuvor gehörten die Waldhäuser zu Ober-Leschen. Die Stadt Sprottau legte diese Kolonie am Rande ihres Stadtforstes zum Zwecke der Köhlerei um 1700 an.
- 1743 waren drei Stellen registriert, Hans Friedrich Thiel war ein Köhler
- 1774, 1810, 1856 wurden vier weitere Freihäusler Stellen erschaffen

In der Zeit von 1760 bis 1876 gehörten alle Hausstellen der Köhlerfamilie Thiel. Die Thiels hielten sich nach Sprottischwaldau und heirateten in die Exulantenfamilie Gerner ein. Noch 1945 besaßen Paul und Gerhard Thiel 15 ha in der kleinen Waldkolonie.

## Persönlichkeiten des Ortes
- Martin Gumprecht (1597–1678), Pfarrer, 1635 bis 1640 Hofprediger in Dresden
- Rudolf Kurtz (1910–1987), Politiker (CDU) und Abgeordneter des Hessischen Landtags

## Grundbesitzer des Ortes
- 1497 Nickel von Unwürde
- 1497 Franz von Kittlitz, mit Söhnen Paul, Fabian und Hans
- 1581 Georg von Haugwitz
- 1691 ?
- 1640 ?
- 1656 Georg Friedrich von Haugwitz
- 1660 Ursula Marianne Hennisch von Schönberg
- 1687 Katholik Franciszek Adam von Schönberg
- 1688 Wilhelm Hermann von Spoenia
- 1702 Sohn Franz Wilhelm von Spoeni
- 1713 Nonnenkloster von Sprottau für 31.000 Taler erworben
- 1810 Übernahme durch den preußischen Staat
- 1812 Kaufmann Johann Adam Schaar für 45.000 Taler erworben
- 1844 Julius Baller, Besitzer der Stahlwerke von Ilau für 80.000 Taler erworben
- 1847 Karl Eduard Nerlich, Pächter und Besitzer
- 1866 bis 1919 von Lendholt
- 1919 Richard Berger aus Neuses bei Coburg

Das Herrenhaus wurde von Karl von Schell im spätklassizistischen Stil erbaut, 1945 wurde es zerstört und 1957 wiederaufgebaut.